# Juliane Quérard-Schack
Juliane Quérard, geb. Schack (* 2. September 1927 in Düsseldorf) ist eine deutsch-französische Autorin und bildende Künstlerin. Sie studierte in Düsseldorf, Mainz und Paris und arbeitete neben ihrem künstlerischen Schaffen auch als Kunstlehrerin. Sie lebt und arbeitet heute in Ramatuelle in Südfrankreich.
Im Laufe ihres Lebens entwickelte sie sich von gegenständlicher Malerei in Richtung Abstraktion, auch als Autorin beschäftigt sie sich hauptsächlich mit dem Malen. Daneben gehören zu ihrem Werk auch Skulpturen.

## Werke

### Als Autorin
- Musik und Inspiration, Breitwieser, Lorch 1990, ISBN 978-3-928603-03-4.
- Les secrets d'une vraie créativité, Fleurus, Paris 1990, ISBN 978-2-215-01265-8.
- Der Künstler und sein Publikum, Blaue Eule, Essen 1995, ISBN 978-3-89206-657-6.
- Comprendre les dessins d'enfants, Marabout, Paris 2000, ISBN 978-2-501-03456-2.
- Gouache et Paysage, Ulisse, Paris 2004, ISBN 978-2-84415-087-5.
- Dessiner et peindre en voyage, Ulisse, Paris 2005, ISBN 978-2-84415-102-5.
- Jean-Luc Sudres: La personne âgée en art-thérapie : de l'expression au lien social, Harmattan, Paris 2010, ISBN 978-2-7475-5932-4 (Mitautorin).
- Osez l'abstrait: technique et expression personelle, Ulisse, Paris 2019, ISBN 978-2-84415-252-7.

### Als Illustratorin
- Tessa Hofmann, Gerayer Koutcharian, Juliane Quérard-Schack: Die Nachtigall Tausendtriller: Armenische Volksmärchen, Edition Orient, Berlin 1983, ISBN 978-3-922825-16-6.
- Mohamed Grim: Der Gewittervogel: Märchen der Berber Algeriens, Edition Orient, Berlin 1983, ISBN 978-3-922825-13-5.
- Mohamed Grim: Vom jungen Mädchen, dem Bräutigam und der Schlange: Ein Märchen aus der Kabylei, Edition Orient, Berlin 1985, ISBN 978-3-922825-24-1.
- Meir Faerber: Von Abraham bis Salomo: Die Bibel in Bänkelversen, Edition Orient, Berlin 1991, ISBN 978-3-922825-41-8.